# EHV Wesel
Der EHV Wesel war ein Eishockeyverein aus Wesel. 

## Geschichte
Der EHV Wesel wurde im Jahre 1982 gegründet. Dieser spielte zunächst in der Bezirksliga, ehe der Verein 1986 nach zwei Aufstiegen in Folge die Regionalliga West erreichte. In der Saison 1987/88 wurden die Weseler mit 54:2 Punkten überlegen Meister der Regionalliga West und stiegen in die Oberliga Nord auf. Dort konnte sich die Mannschaft dank der Torjäger Jeff Job und Henri Marcoux schnell etablieren und erreichten in der Saison 1989/90 dank des Verzichts des REV Bremerhaven die Relegation zur 2. Bundesliga. Am Saisonende zog der Verein seine Mannschaft aus finanziellen Gründen zurück und der EHV Wesel wurde aufgelöst.

## Nachfolgevereine
Als Nachfolgeverein wurde 1990 der EHC Wesel gegründet. Dieser trug ab 2001 den Beinamen Eiswiesel, wobei die Mannschaft zwischen 2003 und 2005 als Pirates antrat. Der neue Verein begann 1991 in der NRW-Liga und pendelte zumeist zwischen NRW-Liga und Landesliga. Finanzielle Probleme sorgten 2009 für die Auflösung. Mit dem EHV Wesel 2009 wurde ein neuer Verein gegründet, der schon im Januar 2010 den Spielbetrieb aus finanziellen Gründen einstellen musste und ebenfalls aufgelöst wurde.

## Persönlichkeiten
- Jeff Job
- Zdenek Kiklhorn
- Henri Marcoux